# Spieringshoek

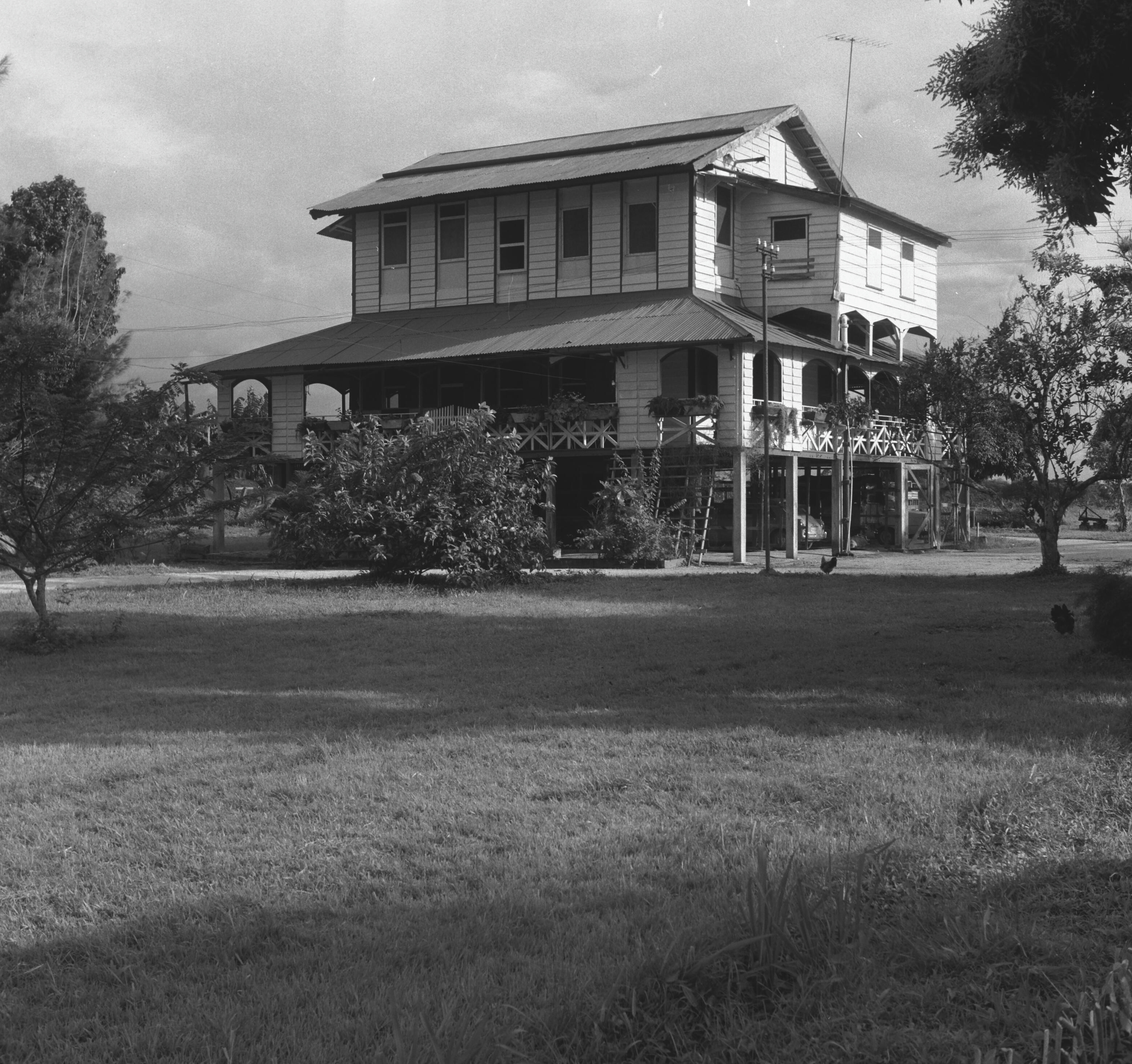
Directeurswoning 1971

Spieringshoek is een plantage in het district Commewijne in Suriname. De plantage ligt naast de plantages Vriendsbeleid en Ouderzorg en Tyronne aan de Commewijnerivier.
De onderneming was lange tijd een koffieplantage. Later werd er ook katoen, cacao en banaan verbouwd. In 2010 was ze nog steeds in gebruik als plantage voor de verbouw van citrusvruchten.

## Geschiedenis
Het grondstuk werd uitgegeven aan Gerrit Lemmers. Dit gebeurde in 1745, nadat de gronden beschermd waren komen te liggen na de bouw van Fort Nieuw-Amsterdam. Aan de andere zijde bood Fort Sommelsdijk bescherming. De uitgegeven gronden waren 500 akkers groot. Aanvankelijk heette de plantage 'Alteveel' en de plantage ernaast 'Oudersorg'.
In 1745 werd door landmeter P. Gardin een kaart gemaakt van het stuk land dat na 1758 bekend kwam te staan als plantage Spieringshoek.

### Familie Spiering
In 1752 was de plantage in eigendom van Jacoba Hendrina de Voltelen. Zij was weduwe van Willem François de Senilho en trad dat jaar in het huwelijk met Jacob Henrik Carel Spiering. Rond 1758 kreeg de plantage de naam Spieringshoek. Hiernaast zette hij nog drie andere plantages op, waaronder twee aan de Matapicakreek die later de koffie- en katoenplantage 'Spieringszorg' werden. Spiering kreeg ruzie met Jan Nepveu en moest daarna het land verlaten.

### Familie Nepveu
Na een veiling werd de plantage in 1761 eigendom van Jan Nepveu. Hij trouwde in 1767 met Elisabeth Buys, de erfgename van Buyslust en Stolkertsvlijt. De drie plantages werden in de 19e eeuw samengevoegd; de moestuin Thyronne werd hier in 1838 aan toegevoegd. Het bezit ging over op Nepveu's dochter, weduwe Van der Velden. Rond 1790 wordt op de plantage ook katoen geteeld. De naam 'Nepveu' verbasterde in 'Nové'.

### Familie Bray
Jean Frouin en Théodore Bray kochten hierna de plantage. Bray werd verantwoordelijk voor de directie en administratie. Hij was in 1841 naar Suriname gekomen en werkte als blankofficier (slavenopzichter) op verschillende plantages. Zijn vrouw stamde uit de familie Frouin. Zijn jongere zus Heloise Stephany Bray was getrouwd met Jacob Isaac Spiering, de kleinzoon van Jacob Spiering.
Théodore Bray heeft een groot aantal tekeningen en aquarellen nagelaten over het leven op een plantage.
Bray verkreeg uiteindelijk in 1876 het eigendom over alle percelen die de familie samenbrachten in de 'N.V. West-Indische Landbouwmaatschappij Spieringshoek'. Er werd cacao en, in geringere mate, banaan geteeld. De plantage bleef tot 1910 in handen van de familie Bray. Tussen 1880 en 1928 waren er een groot aantal Javaanse en 325 Hindoestaanse contractarbeiders op  de plantage tewerkgesteld.

### Familie Leijsner
De bouw van het plantagehuis stamt uit 1870. De constructie is geheel van gietijzer. Hiervan wordt vermoed dat het van de Wereldtentoonstelling van Brussel van 1888 (gebouwd in 1883) afkomstig is.) De eigenaren/beheerders in die tijd waren R. H. Leijsner en J.B. Oever.
De 'N.V. Cultuuronderneming Spieringshoek' zette de exploitatie tussen 1907 tot 1955 voort. Dit bedrijf was opgericht door Jansje en Elisabeth Swijt en Alfred de la Parra. Er is in 1925 ook rijst verbouwd. Bij aanvang van de 21e eeuw was de plantage in eigendom van de familie Bhagwat Jaharia en werden er citrusvruchten verbouwd.

## Afbeeldingen

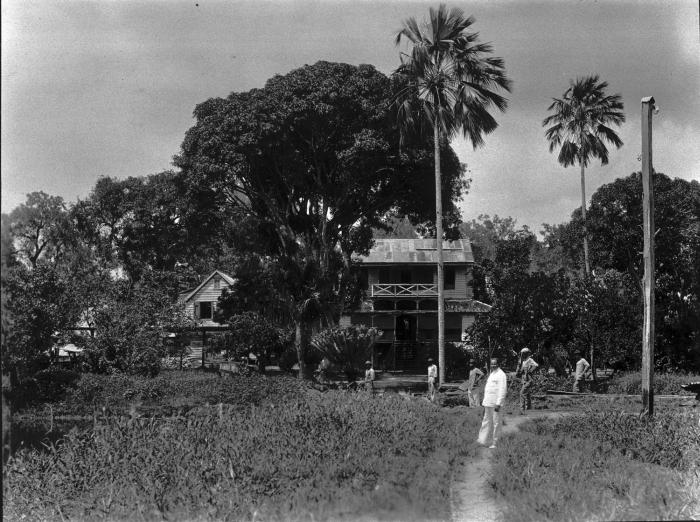
Spieringshoek 1928
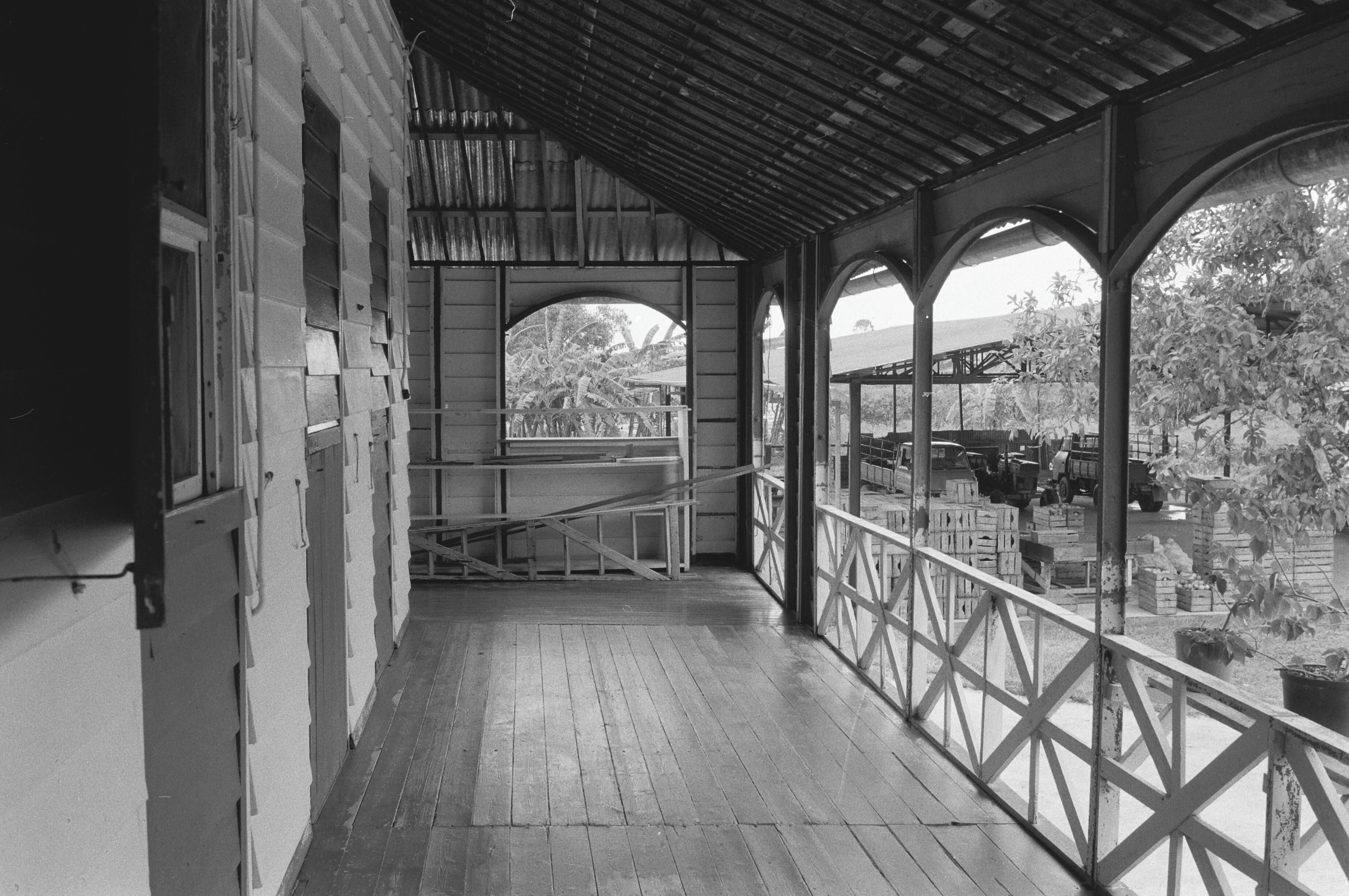
Galerij plantagewoning 1989
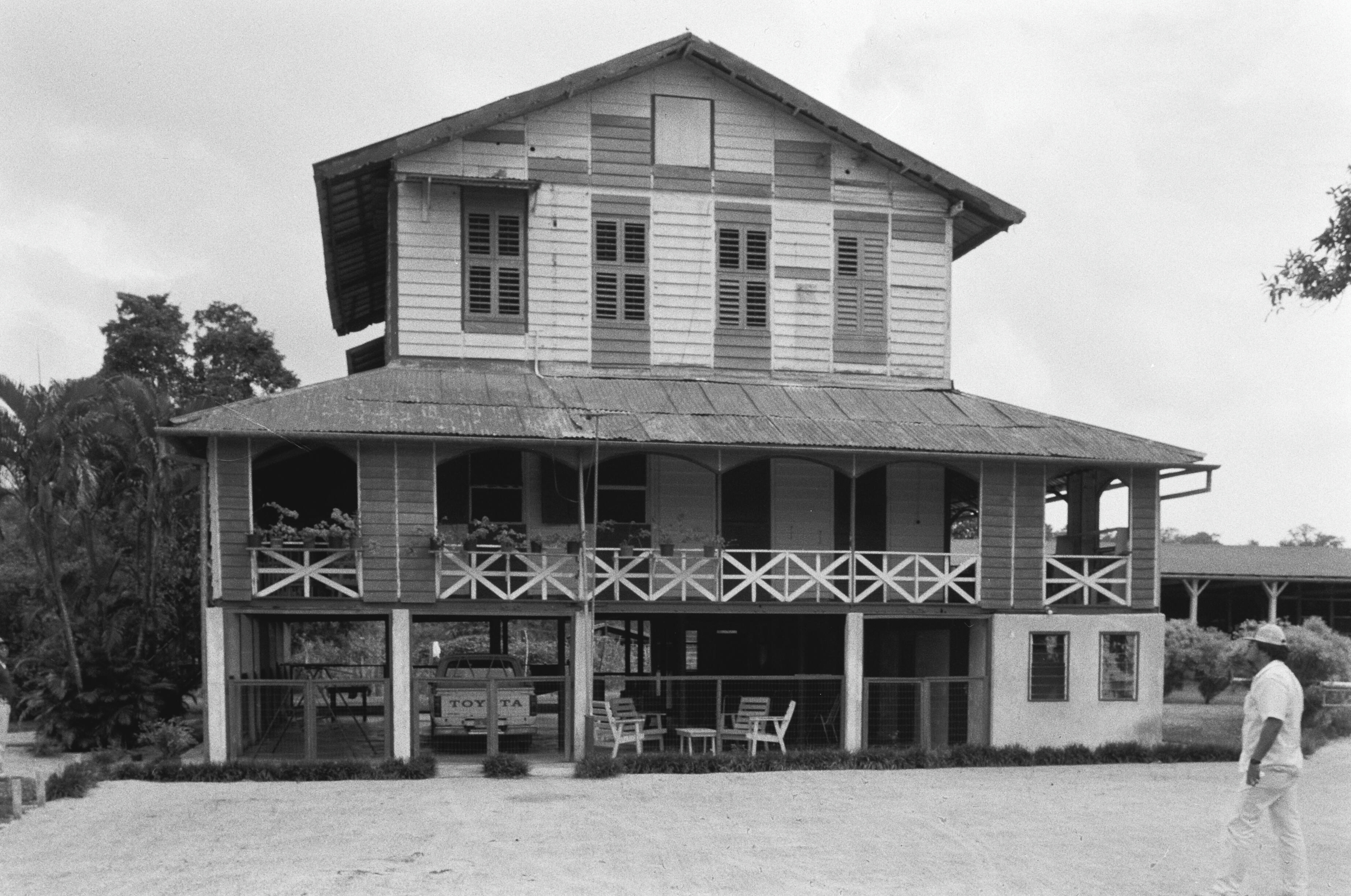
Plantagewoning 1989

A la bonne heure · Anna's Zorg · Akkerboom · Alliance · Alkmaar · Andresa · Auka · Andreesgift · Bantaskine · Barbados · Batavia · Beekenhorst · Belladrum · Bellevue · Belwaarde · Beninenburg · Berg en Dal · Bergen op Zoom · Berlijn (Commewijne) · Berlijn (Para) · Bethlehem · Boksweide · Boston · Botany Bay · Boxel · Bronswijk · Brouwerslust · Bruinendaal · Bucklebury · Buitenrust · Burnside · Cadrosspark · Caledonia · Campenburg · Cannewapibo · Catharina Sophia · Clevia  · Cliffort-Kokshoven · Clyde · Concordia · Concordia en een Kwart Lot · Courcabo · De Dageraad · De Goede Vriendschap · De Resolutie · De Vier Hendrikken · Diamond · Dijkveld · Domburg · Dordrecht · Eendragt · Elisabeth's Hoop · Ellen · L'Espérance (Nickerierivier) · L'Espérance (Surinamerivier) · Esthersrust · Fairfield · Fortuin · Flora · Florentia · Frederiksburg · Frederiksdorp · Frederikslust · Geertruidenberg · Geyersvlijt · Glensander · Gloria · Groot Chatillon · Groot Marseille · Guadeloupe · Haarlem · Hague · Hamburg · Hamilton · Hamptoncourt · Hannover · Hazard · Hebron · Hecht en Sterk · Hildesheim · Hooyland · Hope · Houttuin · Huntly · Huwelijkszorg · Inverness · Jagtlust · Jodensavanne · Johan & Margaretha · Johanna Catharina · Johanna Maria · Johannesburg · John · Katwijk · Kent · Kerkshoven · Killenstein · Klein Bellevue · Kleinhoop · Krappahoek · Kroonenburg · Kwatta · La Jalousie · La Prosperité · La Rencontre · La Ressource (Saramacca) · La Ressource (Surinamerivier) · La Singularité · Laarwijk · Leasowes · Leliëndaal · Leonsberg · Livorno · Longmay · Lunenburg · Lust en Rust · Lustrijk · Maasstroom · Margarethenburg · Maria Petronella · Mariënbosch · Mariënburg · Margaretha's Gift · Mary's Hope · Meerzorg · Merveille · Moed en Kommer · Mon Bijou · Mon Souci · Mon Trésor · Monnikendam · Mopentibo · Morgenster · Moy · Nieuw Mocha · Nieuwzorg · Nieuwe Aanleg · De Nieuwe Grond · Nijd en Spijt · Novar · Nursery · Nut en Schadelijk · Onoribo · Onverwacht · Oranibo · Ornamibo · Overbrug · Overtoom 
· Oxford · Palestina · Paradise · Persévérance · Petersburg · Picardië · Peperpot · Pieterszorg · Plaisance · Poelwijk · Potosie · La Prevoyance · Purmerend · Reijnsdorp · Reijnsfort · Rijnberk · Roosenburg · Rorac · Rust en Werk · Rustenburg · Saltzhalen · Sans Souci · Saphir · Sarah · Sardam · Schaapstede · Schoonoord · Sinabo en Gelre · Sint Barbara · Sint Eustatius · Slootwijk · Sorgvliet · Spieringshoek · Standvastigheid · Suidwijn · Suzanna's Daal · Toevlugt (Surinamerivier) · Tout Lui Faut · Toledo · Totness · Tyronne · 't Vertrouwen · Victoria · Vierkinderen · Visserszorg · Voorburg · Voorzorg (Saramacca) · Vossenburg · Vredenburg · Vriendsbeleid en Ouderzorg · Vreeland · Waltonhall · Waldijk · Waterloo · Wederzorg · Welbedacht · Welgelegen (Commewijne) · Welgelegen (Coronie) · Welgevallen · Weltevreden · Wolffs Capoerica · Wolfenbüttel · 't Ylant · Zoelen · Zorg en Hoop (hout) · Zorg en Hoop (indigo) · Zorg en Hoop (katoen) · Zorg en Hoop (suiker)